# Sozialmedizinische Nachsorge
Die sozialmedizinische Nachsorge (SMN) ist eine Leistung der gesetzlichen Krankenkassen, die sich unmittelbar an eine Krankenhausbehandlung oder eine stationäre Rehabilitation anschließt. Sie erfüllt damit eine wesentliche Aufgabe der Sozialmedizin. Mit dieser Nachsorge wird chronisch Kranken oder schwerstkranken Kindern, die das 14. Lebensjahr und in besonders schwerwiegenden Fällen das 18. Lebensjahr noch nicht vollendet haben, die erforderlichen sozialmedizinischen Nachsorgemaßnahmen ermöglicht. Dies gilt, wenn die Nachsorge aufgrund der Art, Schwere und Dauer der Erkrankung notwendig ist, um den stationären Aufenthalt zu verkürzen oder die anschließende ambulante Behandlung sicherzustellen.

## Details
Die sozialmedizinische Nachsorge nach § 43 Abs. 2 SGB V entwickelte sich maßgeblich aus dem Nachsorgemodell Bunter Kreis heraus. Ziel der Maßnahme sind die Verkürzung und Vermeidung von Krankenhausaufenthalten, die Sicherstellung der Behandlungserfolge und die Integration des kranken Kindes in seinem Umfeld. Die Sozialmedizinische Nachsorge basiert auf dem Handlungskonzept Case Management. In erster Linie koordiniert und vernetzt sie zwischen den stationären und ambulanten Sektoren und bezieht alle Beteiligten ein: von den Familienmitgliedern über die behandelnden Ärzte, Therapeuten und Mitarbeiter in den Leistungserbringern bis zu den Selbsthilfegruppen. Ergänzend bietet sie motivationale, psychosoziale, emotional entlastende und praktische Hilfen an. Im Regelfall werden 20 Stunden Nachsorge von den Kassen bezahlt, im Ausnahmefall kann auf 30 Stunden verlängert werden. Grundlagen zur SMN bilden die Rahmenempfehlung und Vereinbarungen der Spitzenverbände der Krankenkassen. Die Beantragung der SMN bei den Krankenkassen erfolgt mit Hilfe der Internationalen Klassifikation der Funktionen und Behinderungen der WHO (ICF).

## Zielgruppe
Bei der SMN werden Früh- und Risikogeborene sowie Kinder mit Krebs oder chronischen Erkrankungen zusammen mit ihren Familien betreut. Die Indikation zur sozialmedizinischen Nachsorge ergibt sich aus einer Liste von ICD-10-Diagnosen und durch vorhandene Schädigungen/Probleme, die durch die ICF definiert werden. Dies bedeutet, dass zur Verordnung von SMN 
- mindestens eine relevante ICD-10 Diagnose vorliegen muss und
- dass beim Patienten zusätzlich mindestens zwei schwere Schädigungen (Beeinträchtigung der Körperstruktur und/oder der Körperfunktion) mit Interventionsnotwendigkeit vorliegen müssen und
- dass diese Schädigungen zu schweren Beeinträchtigungen der altersrelevanten Aktivitäten und Teilhabe wie Mobilität, Kommunikation, interpersonelle Beziehungen und Selbstversorgung führen und
- dass dadurch komplexe Interventionen wie umfangreiche Pflege, intensive Betreuung, technische anspruchsvolle Mobilitätshilfen oder die Einleitung einer umfassenden Familienberatung/-therapie notwendig werden und
- dass negative Kontextfaktoren wie erschwerte Bereitstellung und Anwendung von Hilfsmitteln und Technologien, erschwerte Verfügbarkeit von Fachleuten und eine familiäre Überforderung mit der Versorgungsaufgabe vorliegen müssen.

Kinder im palliativmedizinisch betreuten Finalstadium erhalten SMN ohne Prüfung dieser Voraussetzungen.